# Costamero

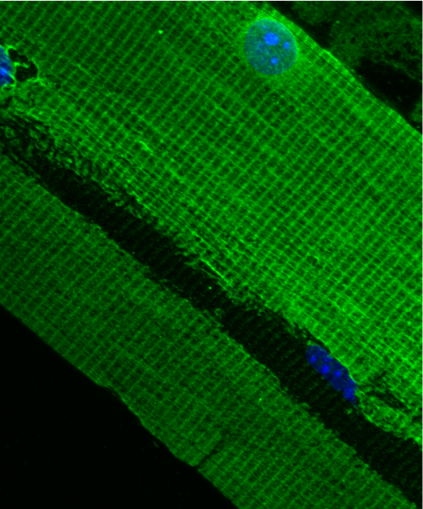
Costamero in un muscolo di un topo.

Il costamero è una componente morfo-funzionale delle cellule del muscolo scheletrico che connette il sarcomero con il sarcolemma, che si ripete regolarmente con frequenza definita sul sarcolemma.
I costameri sono complessi assemblaggi di proteine sub-sarcolemmali allineati e disposte in registro al disco Z alla periferia delle miofibrille e disposte tutte attorno ad esse. Accoppiano la forza generata dal sarcomero col sarcolemma e sono considerate come un punto debole del muscolo scheletrico che se compromesso può portare direttamente all'insorgenza di importanti miopatie.
Il complesso delle glicoproteine associate alla distrofina (DAG) contiene alcune proteine periferiche e proteine integrali di membrana come distroglicani e sarcoglicani, la funzione delle quali si pensa sia il collegamento tra il citoscheletro dei microfilamenti e le miofibrille con le proteine della matrice extracellulare e il collagene. Tra queste sono degne di nota la laminina e l'entactina. Inoltre, in accordo con dati sperimentali, è importante per l'accoppiamento tra il tessuto connettivo perimuscolare (endomisio ed epimisio) con le miofibrille contrattili assicurando il non-danneggiamento delle fibre durante la contrazione.. Inoltre la desmina lega i complessi costamerici e questo è possibile che sia legato a processi di trasduzione del segnale che assicurano il tropismo della cellula muscolare.